# Brachychiton acerifolius
Espèce
Brachychiton acerifolius est une espèce de plantes à fleurs de la famille des Malvaceae. C'est un grand arbre originaire de régions subtropicales de la côte orientale de l'Australie. Il est célèbre pour les fleurs rouge vif en cloche qui couvrent souvent l'arbre tout entier quand il a perdu ses feuilles. Avec d'autres membres du genre Brachychiton, il est communément appelé Kurrajong en Australie.

## Description
Il n'atteint sa hauteur maximale de 40 m que dans son habitat d'origine, plus chaud. Il atteint généralement moins de 20 m en zone tempérée . Comme les autres Brachychiton ses feuilles sont variables, possédant jusqu'à 7 lobes profonds. Il est à feuilles caduques - perdant ses feuilles après la saison sèche. La floraison spectaculaire se produit à la fin du printemps et le nouveau feuillage est prêt pour la saison des pluies d'été. Dans les régions où l'hiver n'est pas particulièrement sec, ce rythme naturel peut devenir quelque peu erratique et l'arbre ne fleurir que partiellement.
Les fleurs en cloche ont 5 pétales d'un rouge écarlate qui sont partiellement soudés, formant des clochettes. Les fruits sont des follicules brun foncé, larges, en forme de navette et mesurent environ 10 a 12 cm de long. Ils renferment une multitude de fines soies qui collent à la peau ainsi que des graines jaunes.

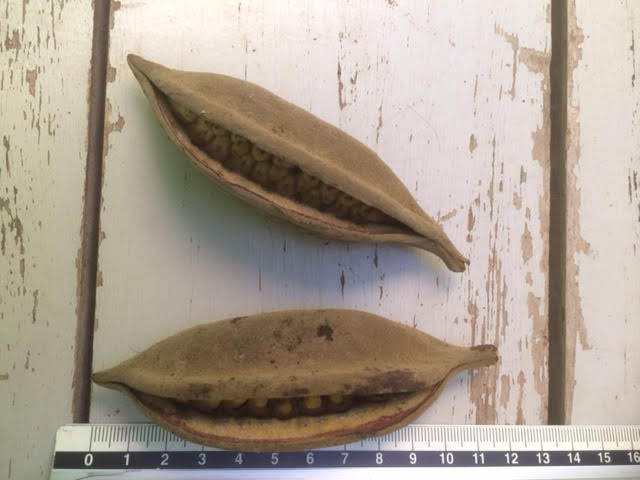
Graines de Brachychiton acerifolius dans navette ouverte.

## Répartition et habitat
Cet arbre originaire de régions subtropicales de la côte orientale de l'Australie (Queensland, Nouvelle-Galles du Sud) tolère des climats tempérés ; il est de nos jours cultivé dans le monde entier pour sa beauté.

## Synonymes
- Sterculia acerifolia A.Cunn. ex G.Don 1831
- Brachychiton acerifolium A.Cunn. ex F.Muell. 1857

## Utilisation
Les fruits sont nutritifs et les Aborigènes les consommaient après les avoir fait griller.

## Galerie

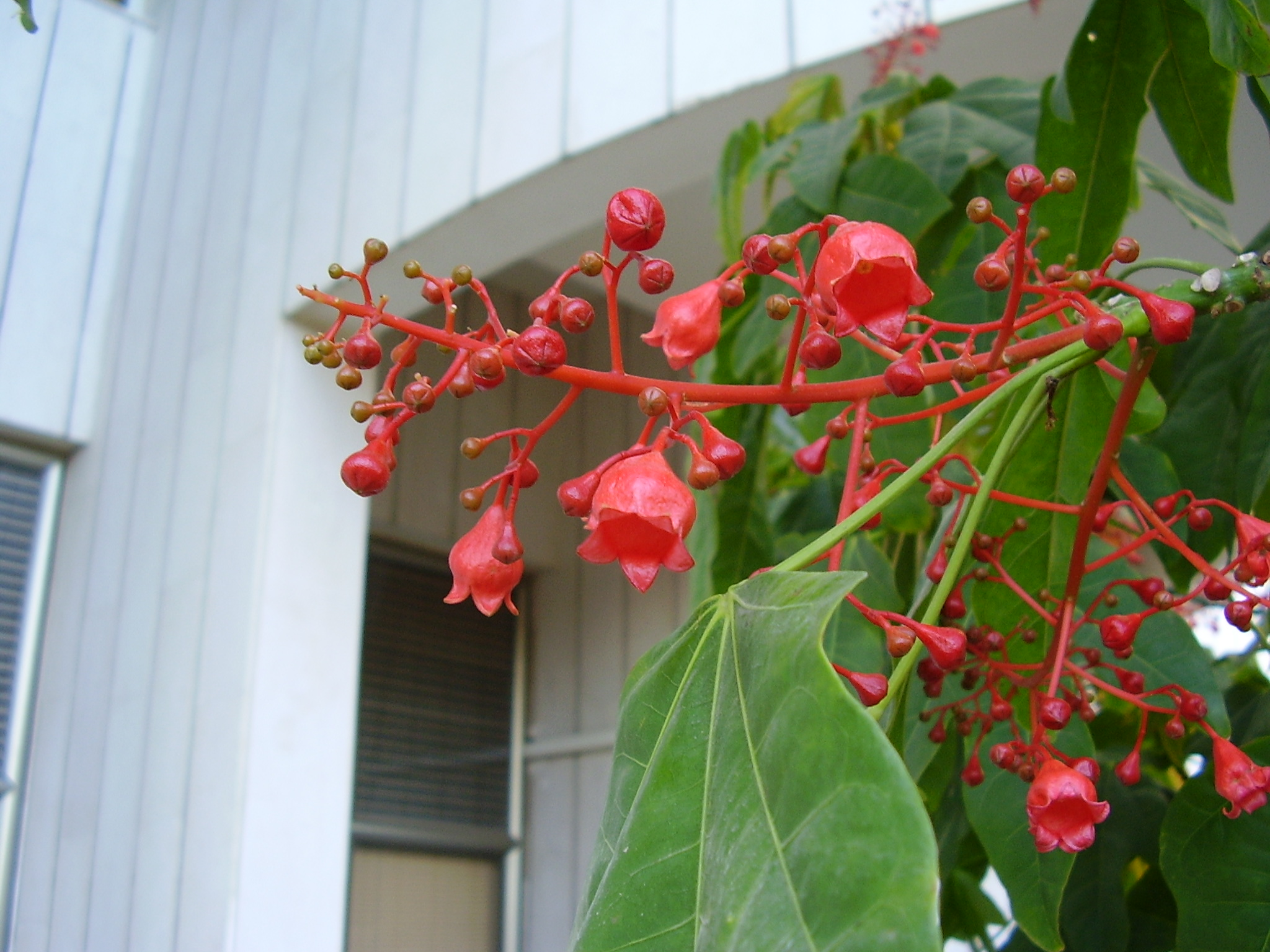
Fleur.
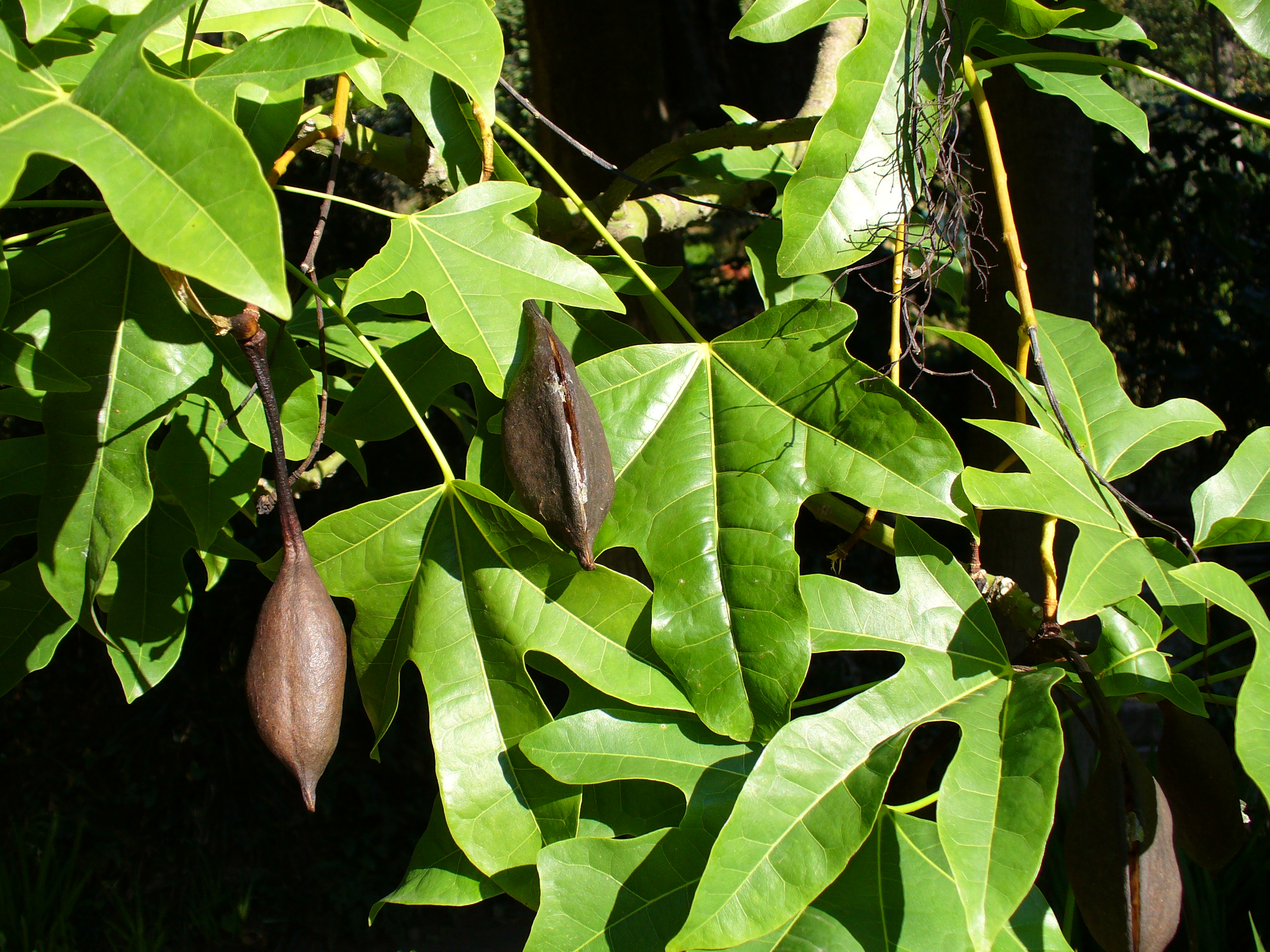
Feuillage et fruits.
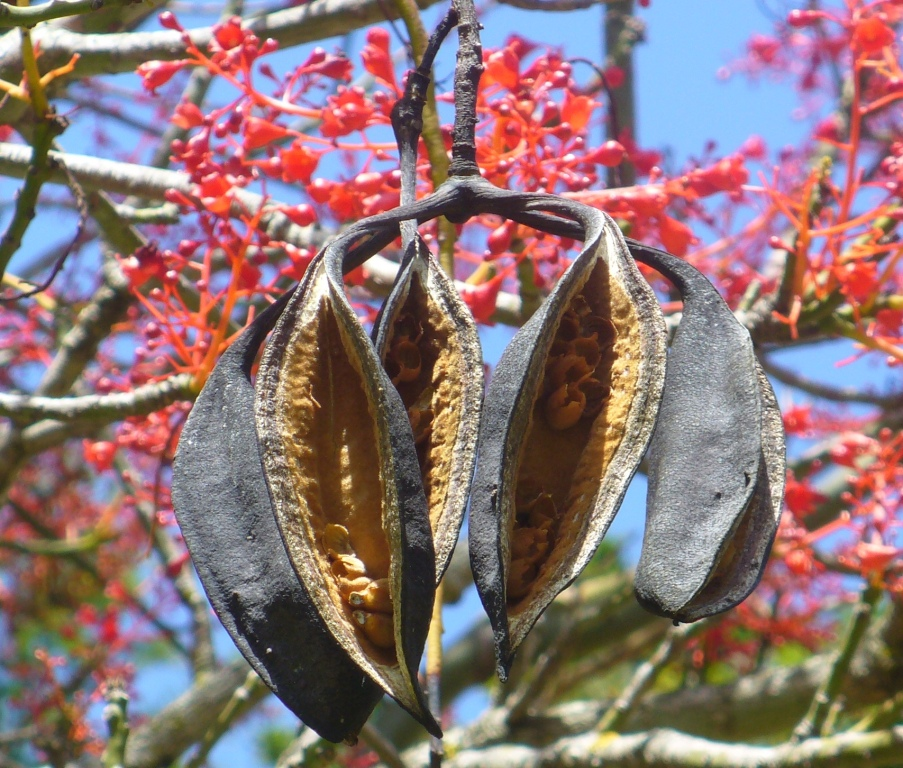
Fruits ouverts, montrant des graines.